# 厄扎爾普

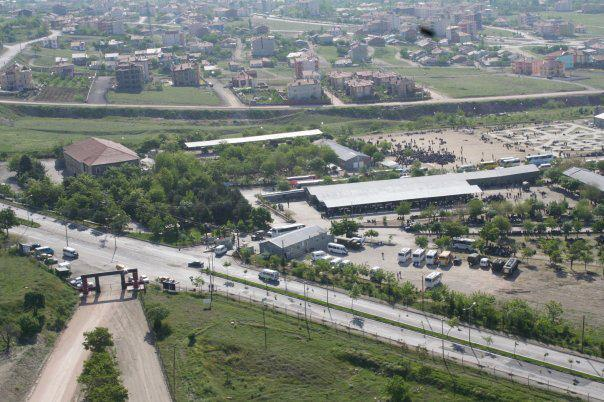
A view from Özalp district

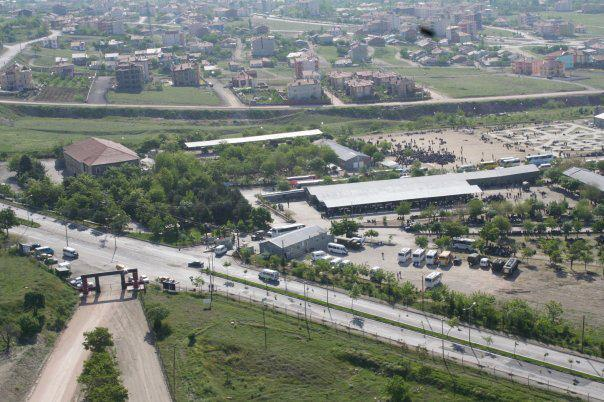
厄扎爾普

厄扎爾普是土耳其的城鎮，由凡城省負責管轄，位於該國東南部，毗鄰與伊朗接壤的邊境，面積1,392平方公里，海拔高度2,100米，2010年人口10,687。
38°39′N 43°59′E / 38.650°N 43.983°E